# Porrhomma boreale
Porrhomma boreale är en spindelart som först beskrevs av Banks 1899.  Porrhomma boreale ingår i släktet Porrhomma och familjen täckvävarspindlar. Inga underarter finns listade i Catalogue of Life.